# نادي مندن لكرة اليد
نادي مندن لكرة اليد هو نادي كرة يد في ألمانيا تأسس في سنة 1924. يقع مقره في مندن. يلعب في الدوري الألماني لكرة اليد. تبلغ سعة ملعبه 4059 متفرجا.